# Stephan Krüger

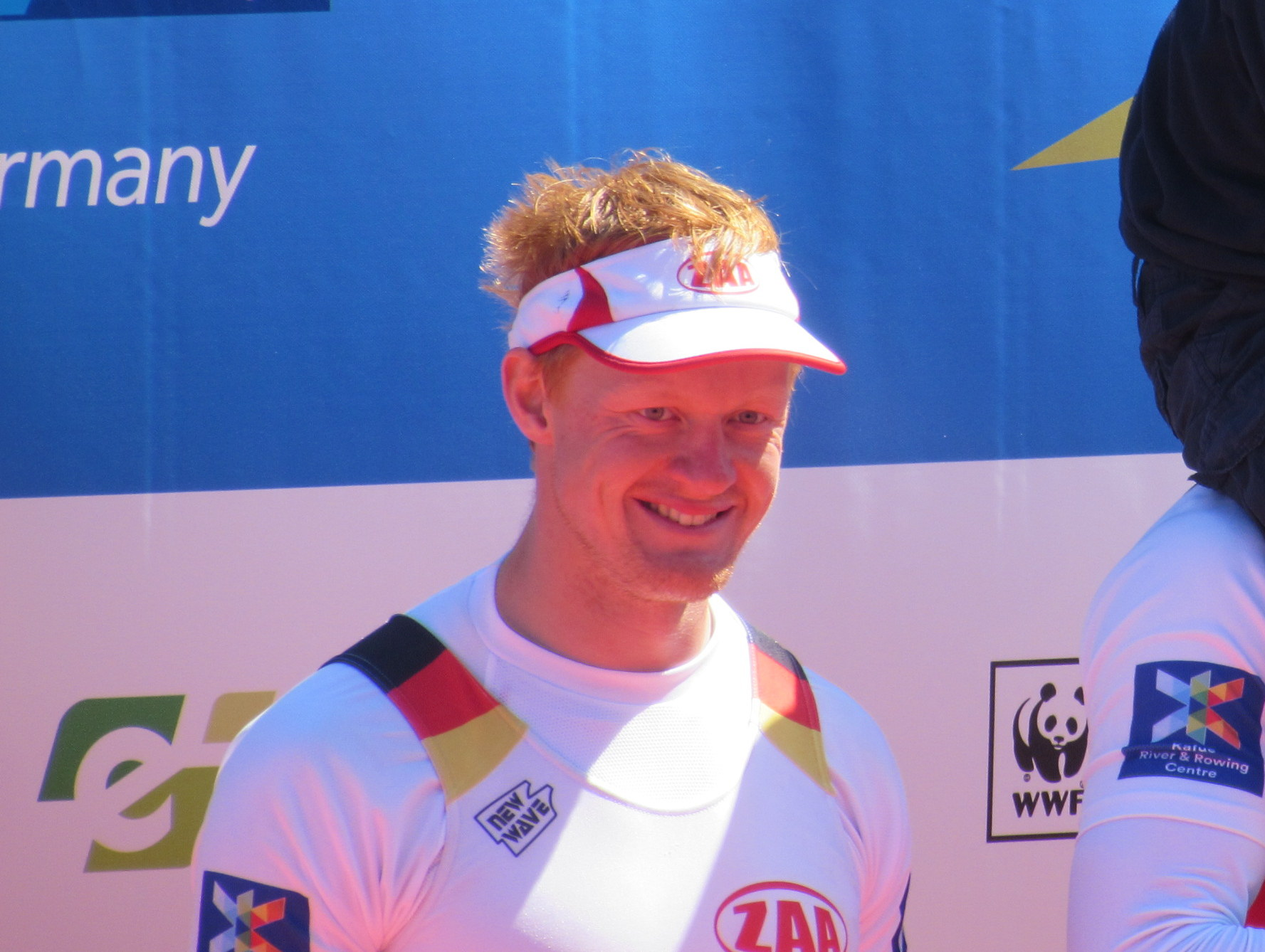
Stephan Krüger bei der Siegerehrung der Ruder-EM 2016

Stephan Krüger (* 29. November 1988 in Rostock) ist ein ehemaliger deutscher Skullruderer. Er gewann 2009 den Weltmeistertitel im Doppelzweier und war 2015 deutscher Meister im Einer.

## Leben
Stephan Krüger ist 1,88 m groß und startet für den Olympischen Ruderclub Rostock von 1956, er trainiert bei Ulf Krämer. Krüger gewann 2005 die Silbermedaille im Einer im Juniorenbereich. Bei den Junioren-Weltmeisterschaften 2006 gewann er die Bronzemedaille im Doppelzweier. 2007 wurde er U23-Weltmeister im Doppelvierer. 2008 wurde er bei der Deutschen Meisterschaft Dritter im Einer hinter Marcel Hacker und René Bertram. Die Meisterschaften dienten gleichzeitig als interne Olympiaqualifikation. Während Hacker für den Olympischen Einerwettbewerb nominiert wurde, nahmen Bertram und Krüger zusammen mit Christian Schreiber und Hans Gruhne im Doppelvierer an den Olympischen Spielen 2008 teil. Bei den Ruder-Weltmeisterschaften 2009 trat Krüger mit Eric Knittel im Doppelzweier an und gewann den Weltmeistertitel. Zwei Jahre später gewann Krüger zusammen mit Hans Gruhne die Silbermedaille bei den Weltmeisterschaften 2011, nachdem er zuvor mit Knittel bei den deutschen Meisterschaften gesiegt hatte. Nach einem neunten Platz mit Knittel bei den Olympischen Spielen 2012 belegte der Doppelzweier den vierten Platz bei den Europameisterschaften und den Weltmeisterschaften 2013. 2014 gewannen Krüger und Hans Gruhne die Bronzemedaille bei den Europameisterschaften und belegten den fünften Platz bei den Weltmeisterschaften. Nachdem Krüger bei den Deutschen Meisterschaften 2015 im Einer vor Marcel Hacker gewonnen hatte, versuchten sich die beiden gemeinsam im Doppelzweier. Sie gewannen den Weltcup-Auftakt in Bled und siegten dann auch bei den Europameisterschaften in Posen. Im Jahr darauf belegten sie bei den Europameisterschaften in Brandenburg an der Havel den zweiten Platz. Bei den Olympischen Spielen 2016 erreichten Hacker und Krüger den achten Platz.
2018 belegte er bei den deutschen Meisterschaften den zweiten Platz hinter Tim Ole Naske. Bei den internationalen Regatten startete er als Schlagmann des Doppelvierers. Zusammen mit Ruben Steinhardt, Philipp-André Syring und Hans Gruhne erreichte er bei den drei Weltcuprennen jeweils einen zweiten, dritten und vierten Platz. Bei den Ruder-Weltmeisterschaften 2018 kam der Doppelvierer auf den achten Platz. Nachdem Krüger bei den deutschen Meisterschaften 2019 wie im Vorjahr den zweiten Platz belegte, ruderte er den Rest der Saison mit Tim Ole Naske im Doppelzweier. Bei der Internationalen Wedau-Regatta setzten sie sich im DRV-internen Duell gegen Timo Piontek und Lars Hartig durch. Bei den Europameisterschaften 2019 verpassten Naske und Krüger den Einzug ins A-Finale. Anschließend konnten sie jedoch das B-Finale gewinnen. Im zweiten und dritten Weltcuplauf erzielten beide einen dritten und einen fünften Platz. Bei den Weltmeisterschaften qualifizierten sie den deutschen Männerdoppelzweier für die Olympischen Spiele 2020 mit einem zehnten Platz. Den elften Platz belegte er zusammen mit Marc Weber bei der olympischen Regatta in Tokio. Danach beendete er seine Leistungssportkarriere. 2022 trat er jedoch mit seinem Freund Kaspar Taimsoo beim zweiten Weltcup-Lauf an. Er trat dafür dem Viljandi Rowing Club bei und der Doppelzweier startete unter estnischer Nennung. Sie belegten den zehnten Gesamtplatz.

## Internationale Erfolge
- 2005: 2. Platz im Einer (Junioren-Weltmeisterschaften)
- 2006: 3. Platz im Doppelzweier (Junioren-Weltmeisterschaften)
- 2007: 1. Platz im Doppelvierer (U23-Weltmeisterschaften)
- 2008: 6. Platz im Doppelvierer (Olympische Spiele)
- 2009: 1. Platz im Doppelzweier (Weltmeisterschaften)
- 2010: 6. Platz im Doppelzweier (Weltmeisterschaften)
- 2011: 2. Platz im Doppelzweier (Weltmeisterschaften)
- 2013: 4. Platz im Doppelzweier (Europameisterschaften)
- 2013: 4. Platz im Doppelzweier (Weltmeisterschaften)
- 2014: 3. Platz im Doppelzweier (Europameisterschaften)
- 2014: 5. Platz im Doppelzweier (Weltmeisterschaften)
- 2015: 1. Platz im Doppelzweier (Europameisterschaften)
- 2015: 4. Platz im Doppelzweier (Weltmeisterschaften)
- 2016: 2. Platz im Doppelzweier (Europameisterschaften)